# Вук
Вук (лат. Canis lupus), познат и као сиви вук или курјак, врста је из рода Canis која живи у дивљини и удаљеним подручјима Евроазије и Сјеверне Америке. Највећи је постојећи члан своје породице, са просјечном тежином мужјака од 40 kg и женки 35,5—37,7 kg. Разликује се од осталих врста рода Canis по мање истакнутим особинама, нарочито на ушима и њушци. Зимско крзно је дуго и густо и претежно шарено сиве боје, иако се јавља скоро потпуно бијело, црвено и смеђе до црно крзно. Врсте сисара свијета (3. издање, 2005), стандардни референтни рад из зоологије, признаје 38 подврста вука.
Вук је најспецијализованији припадник рода Canis за заједнички лов на крупну дивљач, што показује њихову способност физичког прилагођавања за борбу против крупног плијена, њихову друштвену природу и веома напредно експресивно понашање. Ипак, довољно је сродан са мањим врстама рода Canis, тачније са којотом и златним шакалом, да са њима може створити плодне хибриде. Једина је врста рода Canis која живи и у Евроазији и у Сјеверној Америци. Путује у нуклеарној породици коју чини пар у пратњи одраслог потомства. Вук је углавном месојед и храни се првенствено великим дивљим копитарима, иако се храни и мањим животиња, стоком, стрвинама и отпацима.
Укупна популација вукова на свијету се процјењује на 300.000 јединки. Има дугу историју повезаности са људима, пошто је у већини пасторалних заједница презиран и ловљен због напада на стоку, док је супротно томе у аграрним и ловачко-сакупљачким заједницама био поштован. Иако је страх од вукова раширен у многим људским друштвима, већина забиљежених напада на људе приписана је животињама обољелим од бјеснила. Вукови који нису имали бјеснило су нападали и убијали људе, углавном дјецу, али то је ријеткост јер су вукови малобројни, живе далеко од људи и развили су страх од људи због искуства са ловцима и пастирима.

## Етимологија
Српска ријеч вук, као и називи у осталим словенским језицима, изведене су из прасловенског коријена *вьлкъ. Прасловенски коријен је изведен из прабалтословенског *wilkás, а он из праиндоевропског *wĺ̥kʷos.
Вук је мушко име које је веома често код Срба, али се јавља и код Хрвата, Бугара, Словенаца, Руса и Украјинаца. Српски филолог и етнограф Вук Стефановић Караџић је објаснио традиционалну, апотропну употребу имена: „Када се каквој жени не даду ђеца, онда нађене ђетету име вук (да га не могу вјештице изјести: зато су и мени овако име нађели)”. У српској епској поезији, вук је симбол неустрашивости.

## Таксономија
Шведски ботаничар и зоолог Карл фон Лине је 1758. године објавио у Systema Naturae биномну номенклатуру. Canis је латинска ријеч која значи „пас”, а под овај род је навео псолике месоједе, као што су домаћи пси, вукови и шакали. Домаћег пса је класификовао као Canis familiaris, а вука као Canis lupus. Лине је домаћег пса сматрао различитом врстом од вука због cauda recurvata — његовог нагоре изврнутог репа — који нема ниједан други канид.

### Подврсте
У 3. издању Врста сисара свијета објављено 2005. године, мамалог Волас Кристофер Возенкрафт под C. lupus навео је 36 дивљих подврста и предложио двије додатне подврсте: familiaris (Linnaeus, 1758) и dingo (1793). Возенкрафт је укључио hallstromi — новогвинејског пса певача — као таксономски синоним за динга. Возенкрафт је цитирао студију митохондријског генома из 1999. као један од водича у формирању своје одлуке. Навео је 38 подврста C. lupus-а под биолошким именом „вук”, са номинотипском подврстом евроазијски вук (C. l. lupus) заснованом на типском узорку који је проучавао Лине у Шведској. Студије помоћу палеогеномске технике откривају да су савремени вук и пас сестрнске врсте, јер савремени вукови нису уско повезани са популацијом вукова која је прва припитомљена. Током 2019, радионица коју је организовала Међународна унија за заштиту природе/Канидска специјалистичка скупина Комисије за опстанак врста одлучила је да су новогвинејски пас певач и динго дивљи пси Canis familiaris и да их према томе не треба оцјењивати на Црвеном списку МУЗП-а.

### Еволуција
Филогенетско поријекло данашњег вука C. lupus од C. etruscus кроз C. mosbachensis широко је прихваћено. Најстарији фосили C. lupus пронађени на ономе што је некада била источна Берингија, у канадском насељу Олд Кроу у Јукону и у Крипл Крик Сампу у Фербанксу у Аљасци. Старост није тачно одређена, али би фосили могли датирати од прије милион година. До касног плеистоцена међу вуковима је постојала знатна морфолошка разноликост. Имали су снажније лобање и зубе у поређењу са савременим вуком, често краћу њушку, изражено развијен сљепоочни мишић и снажне преткутњаке. Једна од могућности је да су ове карактеристике биле специјализоване адаптације за обраду стрвина и костију плеистоценске мегафауне. У поређењу са савременим вуковима, код неких плеистоценских вукова уочено је повећано покварених зуба слично ономе које се види код изумрлог страшног вука (C. dirus). То сугерише или да су често јели стрвине или да су се такмичили са другим месоједима и морали брзо да поједу свој плијен. У поређењу са онима које имају савремене пјегаве хијене, учесталост и локација ломова зуба код ових вукова указује да им је било уобичајено дробљење костију.
Геномске студије сугеришу да савремени вукови и пси потичу из заједничке популације предака вука, која је постојала прије 20.000 година. Студије из 2017. и 2018. откриле су да је хималајски вук дио лозе која је основна за остале вуке и од које су се одвојили прије 691.000—740.000 година. Изгледа су остали вукови настали у Берингији у експанзији која је вођена огромних еколошким промјенама које су се догодиле током затварања касног плеистоцена. Студија из 2016. указује на то да је уско грло популације било праћено брзом радијацијом од популације предака у вријеме, или непосредно након, посљедњег глацијалног максимума. То подразумјева да су првобитне морфолошки разнолике популације вукова надмашене и замјењене савременим вуковима.
Геномска студија из 2016. сугерише да су се вукови Старог свијета и Новог свијета разишли прије око 12.500 година, пратећи дивергенцију лозе која је довела до паса од других вукова Старог свијета прије око 11.100—12.300 година. Изумрли мегафаунски вук можда је предак паса, с тим да је сличност пса са савременим вуком резултат генетске мјешавине између њих двоје. Динго, басенџи, тибетански мастиф и кинеске аутохтоне расе су основни чланови кладуса домаћих паса. Вријеме дивергенције вукова у Европи, Средњем истоку и Азији процјењује се на релативно скорије вријеме прије око 1.600 година. Међу вуковима Новог свијета, вријеме дивергенције мексичког вука је прије око 5.400 година.

### Мијешање са другим канидима
У далекој прошлости постојао је проток гена између афричких вукова, златних шакала и сивих вукова. Афрички вук је потомак генетски помијешаног канида, који има поријело 72% од сивог вука и 28% од етиопског вука. Један афрички вук са египатског Синајског полуострва показује мјешавину са блискоисточним сивим вуковима и псима. Постоје докази о протоку гена између златних шакала и блискоисточних вукова, мање од европских и азијских вукова, а најмање код сјеверноамеричких вукова. Ово указује на то да је поријекло златно шакала пронађено код сјеверноамеричких вукова можда настало прије дивергенције евроазијских и сјеверноамеричких вукова.
Заједнички предак којота и вука помијешао се са популацијом духова изумрлог неидентификованог канида. Овај канид је генетски близак азијском дивљем псу и еволуирао је након одступања афричког дивљег пса од других врста канида. Претпоставља се да је базални положај којота у поређењу са вуком посљедица тога што којот задржава више митохондријалног генома овог неидентификованог канида. Слично, музејски примјерак вука из јужне Кине сакупљен 1963. показао је геном који је имао 12—14% примјесе овог непознатог канида. У Сјеверној Америци, већина којота и вукова показује различите степене прошлих генетских примјеса. Црвени вук на југоистоку Сједињених Држава је хибридна животиња са 40% : 60% поријекла вука и којота. Поред тога, откривено је да је 60% : 40% генетике вука и којота код источних вукова, а 75% : 25% код вукова у регији Великих језера.
У новије вријеме, неки мужјаци италијанских вукова имају псеће поријекло, што указује да ће се женке вукова размножвати са мужјацима паса у дивљини. У планинама Кавказа, 10% паса, укључујући псе чуваре стоке, хибриди су прве генерације. Иако никада није примјећено парење шакала и вука, докази о хибридизацији шакала и вука откривени су анализом митохондријалне ДНК шакала који живе у планинама Кавказа и у Бугарској.
Генетска студија из 2021. открила је да је сличност пса са постојећим сивим вуком резултат значајног протока гена од пса ка вуку, са скоро занемарљивим протокм гена од вука ка псу од припитомљавања паса. Неке сиви вуков били су у сродству са свим древним и савременим псима.

## Особине
Вук је највећи припадник породице паса, а од којота и шакала се вук разликује по широј њушцим краћим ушима, краћем торзу и дужем репу. Витки су и снажно грађени са великим, дубоко спуштеним грудним кошом, нагнутим леђима и јако мишићавим вратом. Ноге вука су умјерено дуже од ногу других припадника рода, што животињи омогућава брже кретање и лакше савладавање дубоког снијега који покрива већину његовог животног ареала. Уши су релативно мале и троугласте. Вучја глава је велика и тешка, са широким челом, јаком вилицом и дугом, тупом њушком. Лобања је у просјеку дуга 280 мм и широка 130—150 мм. Зуби су снажни и велики, што их чини погоднијим за дробљење костију него код осталих канида, иако за то нису специјализовани као хијене. Њихови кутњаци имају равну површину погодну за жвакање, али не у истој мјери као они код којота, чија исхрана садржи више биљних материја. Женке имају уске њушке и чела, тање вратове, нешто краће ноге и мање масивна рамена од мужјака.
У просјеку, код одраслих вукова рамена су дужине 105–160 cm и висине 80–85 cm. Реп је дуг 29–50 cm, уши су широке 90—110 мм, а задње ноге 220–250 cm. Величина и тежина савременог вука пропорцијално се повећава са географском широм према Бергмановом правилу. Средња тјелесна маса вука је 40 kg, а најмањем примјерку је забиљежена маса од 12 kg, док је највећи имао 79,4 kg. У просјеку, европски вукови могу тежити 38,5 kg, сјеверноамерички 36 kg, а индијски и арабијски 25 kg. Женке у било којој популацији вукова обично теже 2,3—4,5 kg мање од мужјака. Вукови који имају тежину већу од 54 kg су неуобичајени, мада су забиљежени изузетно велике јединке у Канади и Аљасци; у средњој Русији, највећи измјерени вукову су имали 69—79 кг.

### Крзно
Вук има врло густо и лепршаво зимско крзно, са кратком поддлаком и дугом, грубом заштитном длаком. Већи дио поддлаке и нешто заштитне длаке спада у прољеће и поново расте у јесен. Најдужа длака се налази на леђима, посебном на предњој четвртини и врату. Длака је нарочито дуга на раменима и готово формира гриву у горњем дијелу врата. Длаке на образима су издужене и формирају снопове. Уши су покривене кратком длаком, која снажно стрчи из крзна. Кратке, еластичне и густо распоређене длаке налазе се на удовима од лакта до Ахилове тетиве. Зимско крзно је веома отпорно на хладноћу, а вукови у сјеверним подручјима се могу удобно одмарати на отвореним просторима са температуром од −40 °C, постављањем њушке између задњих ногу и прекривајући своје лице репом. Вучје крзно пружа бољу изолацију од псећег крзна и не скупља лед када се топли дах кондензује испод њега.
У хладним климатским условима, вук може смањити проток крви у близини коже како би сачувао тјелесну температуру. Топлота јастучића на стопалима се регулише независно од остатка тијела и одржава се на тачно изнад тачке смрзавања ткива гдје јастучићи долазе у контакт са ледом и снијегом. У топлим климама, крзно је грубље и оскудније од крзна вукова у сјеверним подручјима. Женке вукова имају глађе длаке на удовима од мужјака и како старе углавном им крзно постаје све глађе. Старији вукови обично имају више бијелих длака на врху репа, дуж носа и на челу. Зимско крзно задржавају најдуже женке које доје, иако имају нешто губитка длаке око уста. Дужина длаке на средини леђа је 60—70 мм, а дужина заштитне длаке на раменима не прелази 90 мм, али може достићи 110—130 мм.
Боја крзна вука одређена је бојом заштитне длаке. Осим бијелих вукова, сви остали вукови обично имају и поједине длаке које су бијеле, смеђе, сиве, црне и пругасте. Крзно евроазијског вука је мјешавина окер (жута ка наранџастој) и рђаве окер (наранџаста/црвена/смеђа) боје са свијетло сивом. Њушка је блиједо окер сива, док је подручје око усана, образа, браде и врата бијеле боје. Врх главе, чело, испод и између очију и између очију и ушију је сиве боје са црвенкастим слојем. Врат је окер боје. Дуги, црни врхови на длакама дуж леђа формирају широку пругу, са црним врховима длака на раменима, горњем дијелу груди и задњем дијелу тијела. Бочне стране тијела, реп и спољашње стране удова су блиједо прљаве окер боје, док су унутрашња страна удова, стомак и препоне бијеле. Осим оних вукова који су бијели или црни, тонови боја се могу разликовати по географском подручју. Међутим, образац ових боја се разлику од јединке до јединке.
У Сјеверној Америци, боја вучје крзна прати Глогерово правило, с тим да су вукови на канадском Артику бијели, а они на југу Канаде, у САД и Мексику су претежно сиви. У неким дијеловима Стјеновитих планина у Алберти и Британској Колумбији, боја крзна је претежно црна, од чега су неке плаво-сиве, а неке црно-сребрене боје. У Евроазији нема разлике у боју крзна између полова, док у Сјеверној Америци женке имају црвеније тонове. Црни вукови у Сјеверној Америци су своју боју добили вучјо-псећој примјесом након првог доласка паса који су пратили људе преко Беринговог мореуза прије 12.000—14.000 година. Истраживања насљеђивања бијеле боје од паса вуковима тек треба да буду спроведено.

## Екологија

### Распрострањеност и станиште
Првобитно, вукови су се налазили широм Евроазије изнад 12 °сгш и Сјеверне Америке изнад 15 °сгш. Међутим, намјерни прогон од стране људи смањио је њихово станиште на отприлике једну трећину од онога шта је некада било, због напада на стоку и страха од напада на људе. Вук је сада искоријењен у великом дијелу западне Европе, Мексика и великог дијела САД. У савремено доба, вук се јавља углавном у дивљини и забаченим предјелима, посебно у Канади, Аљасци и сјеверу САД, Европе и Азије од око 75 °сгш до 12 °сгш. Вук се може пронаћи на надморској висини између нивоа мора и 3.000 м. Живи у шумама, мочварама, грмљу, травњацима (укључујући арктичку тундру), пашњацима, пустињама и стјеновитим врховима планина. Коришћење станишта углавном зависи од обиља плена, снијежних услова, одсуства или ниске густине стоке, густине путева, људског присуства и топографије.

### Исхрана
Као и сви копнени сисари, који су ловци у чопору, вук се претежно храни сисарима биљоједима који имају тјелесну масу приближну комбинованој маси припадника чопора. Вук је специјализовао лов на рањиве јединке крупног плијена, док чопор може оборити лоса масе и до 500 kg. Вукови могу сварити свој оброк за неколико сати и могу се хранити неколико пута током дана, брзо користећи велике количине меса. Добро ухрањени вук складишти масноћу испод коже, око срца, цријева, бубрега и коштане сржи, посебно током јесени и зиме.
Вукови се широм свог животног простора углавном хране дивљим копитарима који се могу подијелити на велике 240–650 kg и средње величине 23–130 kg. Варијације у исхрани вукова који живе на различитим континентима заснива се на различитим врстама копитара и на мањем домаћем плену који је доступан. У Сјеверној Америци, исхраном вука доминирају дивљи велики копитари и сисари средње величине. У Евроазији, њиховом исхраном доминирају дивљи копитари средње величине и домаће врсте. Вук зависи од дивљих врста, а ако оне нису лако доступне, као што је случај у Азији, вук се више ослања на домаће врсте. Широм Евроазије, вукови углавном лове лосове, црвене јелене, срне и дивље свиње. У Сјеверној Америци, вукови лове вапите, лосове, ирвасе, бјелорепе јелене и ушате јелене.
Без обзира на то, вукови нису пробирљиви. Мање животиње које могу надопунити прехрану укључују глодаре, зечеве, бубоједе и мањи месоједи. Често једу водене птице и њихова јаја. Када је таква храна недовољна, плијен су им гуштери, змије, жабе и велики инсекти. Вукови ће јести скакавце када их има довољно, при чему у Ајдаху пронађен узорак фекалија који је садржао остатке 181 инсекта. Вукови у сјеверној Минесоти лове штуке у слатководним потоцима. Исхрана приобалних вукова у Аљасци укључује 20% пастрмке, док исхрана обалних вукова у Британској Колумбији укључује 25% хране морског поријекла, а код они на оближњим острвима је 75%.
У Европи, вукови једу јабуке, крушке, смокве, диње, бобице и трешње. У Сјеверној Америци, вукови једу боровнице и малине. Такође, једу и траву, која има може обезбиједити неке витамине. Познато је да једу бобице јаребике, ђурђевак, боровницу, брусницу, помоћницу, житарице и изданке трске.
У вријеме несташице хране, вукови ће без проблема појести стрвину. У дијеловима Евроазије са густом популацијом људи многе популације вукова су приморане да свој опстанак осигурају храниће се стоком и отпацима. Плијен сјеверноамеричких вукова углавном настањује по вукове погодна станишта са ниском људском популацијом и случајеви исхране стрвинама и остацима су веома ријетки. Канибализам није ријеткост код вукова током оштрих зима, када чопори често нападају слабе или повријеђене вукове, а могу појести и стрвину мртвих чланова чопора.

### Интеракције с другим предаторима
Вукови обично доминирају над другим врстама канида у областима у којима се заједно налазе. У Сјеверној Америци, инциденти у којима вукови убијају којоте су чести, нарочито зими, када се којоти хране плијеном који вукови убију. Вукови могу напасти јазбине којота, при том извући и убити њихову штенад, али их ријетко једу. Није забиљежено да су којоти убијали вукове, мада којоти могу прогонити вукове ако их надвладају. Према саопштењу за штампу америчког Министарства пољопривреде из 1921. године, злогласни Кастер Волф се ослањао на којоте, који су га пратили и упозоравали на опасност. Иако су се хранили његовим плијеном, никада није дозволио да му приђу. Интеракције између вукова и златних шакала су примјећене у Евроазији, при чему је популација шакала веома мала у областима са великом густином вукова. Вукови такође убијају риђе, поларне и степске лисице, углавном током борби око стрвине, а понекад их и једу.
Мрки медвјед обично надјача чопор вукова у сукобу око плијена, док чопор вукова углавном надјача медвједа када бране своју јазбину. Обје врсте убијају младунчад друге врсте. Вукови једу смеђе медвједе које убију, док медвједи једу само младе вукове које убију. Интеракција вукова са америчким црним медвједом је много ријеђа због разлика у станишту. Забиљежено је да су вукови активно тражили црне медвједе у њиховим јазбинама и убијали их, али их при том нису јели. За разлику од мрког медвједа, америчке црне медвједе вукови често надјачају у споровима око плијена. Вукови често доминирају и понекад убијају ждеравце, а тјераће оне који покушају преотети њихов плијен. Ждеравци бјеже од вукова у пећине или на дрвеће.
Вукови могу комуницирати и надметати се са разним фелидама, као што је евроазијски рис, који се може хранити мањим плијеном на мјестима гдје су вукови присутни и може их потиснути велика популација вукова. Вукови се сусрећу са пумама дуж Стјеновитих планина и оближњих планинских вијенаца. Вукови и пуме се обично избјегавају, тако што лове на различитим висинама и различит плијен (подјела ниша). Током зиме када снијежне акумулације приморају њихов плијен да сиђе у долине, интеракције између двије врсте постаје вјероватнија. Вукови у чопорима обично доминирају над пумама и могу преотети њихов плијен или чак убити и њих, док у сусретима један на један најчешће доминира мачка, а постоји и неколико документованих случајева у којима су пуме убиле вукове. Вукови утичу на динамику и распрострањеност популације пума доминирајући територијом и плијеном, нарушавајући навике мачке. Интеракције између вука и сибирског тигра су добро забиљежене на Руском далеком истоку, гдје тигрови значајно утичу на бројност вукова, понекад до тачке локалног изумирања.
Вукови у Израелу, Палестини, средњој Азији и Индији се могу сусрести са пругастим хијенама, углавном у сукобима око стрвина. Пругаста хијена се често храни стрвинама које вук убије у подручјима гдје се ове врсте сусрећу. Један на један, хијена доминира над вуком и може му преотети плијен, али чопор вукова може отјерати једну или више хијена. Постоји најмање један случају у Израелу да се хијена удружила и сарађивала са вучјим чопором.

### Инфекције
Вирусне болести које преносе вукови су: бјеснило, штенећак, псећи парвовирус, инфективни псећи хепатитис, папиломатоза и псећи коронавирус. Код вукова, период инкубације бјеснила траје 8—21 дан, а доводи до узнемирености домаћина, напуштања чопора и кретања до 80 км дневно, чиме се повећава ризик од заразе других вукова. Иако је штенећак смртоносан за псе, није забиљежена смрт вукова, осим у Канади и Аљасци. Псећи парвовирус, који узрокује смрт дехидратацијом, поремећајем равнотеже електролита и ендотоксичним шоком или сепсом, вукови углавном могу преживјети, али може бити смртоносан за младунце. Бактеријске болести које преносе вукови укључују: бруцелоза, лајмска болест, лептоспироза, туларемија, говеђа туберкулоза, листериоза и антракс. Иако лајмска болест може ослабити вука појединачно, ипак не утиче значајно на популацију вукова. Лептоспирозом се може заразити контактом са зараженим плијеном или урином и може изазвати грозницу, анорексију, повраћање, анемију, хематурију, жутицу и смрт.
Вукови неријетко могу бити заражени разним егзопаразитима артропода, укључујући буве, крпеље, вашке и гриње. Најштетнија за вукове, посебно за младунчад, јесте гриња (Sarcoptes scabiei), иако се код њих ријетко развија шуга у пуно форми, за разлику од лисица. Ендопаразити за које се зна да инфицирају вукове: протозое и хелминте (метиљи, тракавице, ваљкасти црви и бодљикави црви). Већина врста метиља живи у цријевима вука. Тракавице се обично налазе код вукова, које добијају преко плијена, а генерално наносе мало штете вуковима, иако то зависи од броја и величине паразита и осјетљивост домаћина. Симптоми често укључују затвор, токсичне и алергијске реакције, иритацију цријевне слузокоже и неухрањеност. Вукови могу да носе преко 30 врста ваљкастих црва, иако већина инфекција ваљкастих црква изгледа бенигно, у зависност од броја црва и старости домаћина.

## Понашање

### Друштвена структура
Вук је друштвена животиња. Њихова популација се састоји од чопора и усамљених вукова, при чему је већина усамљених вукова привремено усамљена послије одвајања од чопора како би основали свој чопор или се придружили другом. Основна друштвена јединица вукова је нуклеарна породица која се састоји од родитељског пара и њиховог потомства. Просјечна величина чопора у Сјеверној Америци је 8 јединки, а у Европи 5,5 јединки. Просјечан чопор у Евроазији састоји се од породице од 8 вукова (2 одрасла, малољетници и једногодишњаци) или понекад од двије или три такве породице, са познатим примјерима изузетно великих чопора који се састоје и до 42 вука. Ниво кортизола код вукова значајно расте када умре члан чопора, што указује на присуство стреса. Током времена са обиљем плијена, која је настало због великог броја младунчади или имиграције, различити вучји чопори могу се привремено спојити.
Потомци обично остају у чопору 10—54 мјесеца прије него што се осамостале. Окидач за осамостаљење укључује почетак полне зрелости и надметање унутар чопора за храну. Удаљеност коју осамљени вук пређе увелико варира; неки остају у близини родитељске групе, док други могу прећи раздаљину и до 206 км, 390 км и 670 км од њиховог родног чопора. Нови чопор обично заснивају неповезани мужјак и женка коју путују заједно у потрази за простором лишеним од других непријатељских чопора. Чопор ријетко прихвата друге вукове у свој састав и обично их убијају. У ријетким случајевима када су прихваћени други вукови, те јединке су обично незреле животиње старости 1—3 године и мала је вјероватноћа да се надметати за право за парења са родитељским паром. То се обично дешава између фебруара и маја. Усвојени мужјаци се могу паритити са расположивом женком у чопору и затим образовати сопствени чопор.
У неким случајевима, усамљеног вука прихватају у чопор како би њима замијенили преминулог члана родитељског пара.
Вукови су веома територијални и уопштено успостављају територије далеко веће него што је потребно за опстанак, што им омогућава стално снабдијевање плијеном. Величина територије у великој мјери зависи од количине доступног плијена и старости штенаца и има тенденцију повећавања у подручјима са ниском популацијом плијена или када штенци достигну старост од шест мјесеци када имају исте нутритивне потребе као одрасли. Вучји чопор се стално креће у потрази за плијеном, прелазећи отприлике 9% своје територије дневно, у просјеку 25 км дневно. Срж њихове територије је у просјеку 35 км², у којем проводе 50% свог времена. Густина плијена је обично знатно већа на периферији територије, мада вукови теже да избјегну лов на рубу територије, жељећи тиме да избјегну могућу фаталну конфронтацију са сусједним чопором. Најмању забиљежену територију држао је чопор од шест вукова у сјевероисточној Минесоти, а која је заузимала површину од 33 км², док је највећи забиљежену држао чопор од десет вукова у Аљасци са површином од 6.272 км². Вучји чопори обично имају стално мјесто боравка, али своје навике мијењају усљед озбиљног недостатка хране. Територијалне борбе су међу главним узроцима смрти вукова, а једно истраживање закључује да је 14—65% смртних случајева вукова у Минесоти и Националном парку и резервату Денали посљедица борби с другим вуковима.

### Комуникација
Вукови комуницирају помоћу вокализација, положаја тијела, мириса, додира и укуса. Мјесече мјене немају никаквог утицаја на вокализацију вукова и вукови не завијају на Мјесец, упркос популарном вјеровању. Вукови завијају да би окупили чопор обично прије и послије лова, да би упозорили остале, обично на мјесту јазбине, да би пронашли једни друге током олује, док прелазе непознату територију и да би комуницирали на великим удаљеностима. Завијање вукова се под одређеним условима може чути на површини до 130 м². Остале вокализације укључују режање, лајање и цвиљење. Вукови не лају тако гласно или непрекидно као пси у сукобима, радије лају неколико пута, а затим се повлаче од уочене опасности. Агресивне или самопоуздане вукове одликују спори и намјерни покрети, високо држање тијела и накостријешена длака, док покорни вукови постављају тијело ниже, обарају длаку, уши и реп.
Означавањем мирисом укључује мирисе урина, измета и аналних жлијезда. То је дјелотворније од завијања и често се користили заједно са траговима гребања. Вукови повећавају своју стопу означавања мириса када наиђу на трагове вукова из других чопора. Вукови самотњаци ријетко остављају трагове, а новоспојени пар најчешће оставља мирисна обиљежја. Ови трагови се углавном остављају на сваких 240 м широм територије на редовним путевима и раскрсницама. Такве ознаке могу да трају двије до три седмице и обично се постављају у близини стијена, дрвећа или скелета великих животиња. Мокрење с подигнутом ногом сматра се једним од најважнијих облика комуникације мирисима код вукова, а чине 60—80% свих уочених мирисних трагова.

### Размножавање
Вукови су моногамни, спарени пар обично остаје заједно током живота. Уколико једно умре, друго брзо проналази другог партнера. У повољним условима, понекад постоји више од једног расплодног пара унутар наталног чопора. Овај пар се касније може преселити у подручје које је поред територије чопора или се преклапа са њом. Неки вукови могу напустити чопор, али остају на територији чопора, чекајући да умре један од родитеља прије него што се пари. Већину страних зрелих вукова убија чопор, осим ако чопор не мора замијенити члана родитељског пара. Понекад ће страни вук бити усвојен и биће му пружена родитељска брига од стране чопора који већ има родитељски пар, а то се обично дешава између фебруара и маја. Ови усвојени вукови су обично мужјаци и између једне и три године старости. Усвојени мужјаци се могу парити са расположивим женкама у чопору како би основали свој чопор. Код вукова у дивљини, не може се догодити парење између ближих сродника тамо гдје је могуће парење са несродницима. Вукови постају зрели са двије године, а полно су зрели већ са три године. Вријеме првог парења у великој мјери зависи од фактора животне средине: када је храна обилна или када се популацијом вукова тешко управља, вукови могу одвести штенце у млађем добу како би што боље искористили обилна средства. Женке су способне да дају штенце сваке године, што је просјек од једног легла годишње. За разлику од којота, женке вука никада не достигну менопаузу. Еструс и сезона парења почињу у другој половини зиме и трају двије седмице.
Јазбина за штенце се обично образује током љета. До завршетка јазбине, женке користе природна склоништа попут пукотина у стијенама, литице које наткривају ријеке и рупе које прекрива густа вегетација. Понекад, јазбина је одговарајуће склониште мањим животиња, као што су лисице, јазавци или мрмоти. Одговарајућа јазбина је често пространа и дијелом преправљена. У ријетким приликама, вучице саме копају склоништа, која су обично мала и кратка са једним до три отвора. Јазбина се обично не прави 500 м даље од воде за пиће. Обично је окренута према југу гдје је боље изложена сунчевој свјетлости, а снијег се брже отапа. Мјесто за одмор, игралиште за штенце и остаци хране обично се налазе у близини вучје јазбине. Мирис урина и труле хране који потичу из јазбине, често привлаче лешинаре као што су свраке и гаврани. Пошто је мало погодних мјеста за склониште, вучје јазбине обично заузимају животиње из исте породице. Иако углавном избјегавају подручја унутар људског опсега, познато је да се вукови могу смјестити у близини домова, асфалтираних путева и жељезничких пруга. Током трудноће, вучице остају у јазбини која се налази даље од периферије њихове територије, јер је у тим подручјима постоји већа шанса да се догоди насилан сусрет с другим чопорима.

## Статус и заштита
Глобална популација вукова 2003. године процијењена је на 300.000 јединки. Пад популације вукова је заустављен седамдесетих година 20. вијека. То је подстакнуто реколонизацијом и поновним увођењем у дијелове некадашњег ареала као резултат правне заштите, промјенама у коришћењу земљишта и миграцијом руралног људског становништва у урбана подручја. Надметање са људима са стоку и дивљач, забринутост због опасности које вукови представљају људима и фрагментација станишта представља сталну претњу вуку. Упркос овим пријетњама, МУЗП класификује вука као најмање угроженог због његовог релативно широког распона и стабилне популације. Врста је наведена у Конвенцији о међународном промету угрожених врста дивље флоре и фауне у 2. прилогу, што указује да вуку не пријети изумирање. Међутим, популације вукова које живе у Бутану, Индији, Непалу и Пакистану наведене су у 1. прилогу, што указује да оне могу изумријети без ограничења њихове трговине.

### Евроазија
Европа, не рачунајући Бјелорусију, Русију и Украјину, има популацију од 17.000 вукова у преко 28 земаља. У Европској унији, вук је строго заштићен Бернском конвенцијом о очувању европске дивљине и природних станишта (2. прилог) и Директивом Савјета 92/43/EEC о очувању природних станишта и дивље фауне и флоре 1992. (2. и 4. анекс). Постоји велика правна заштита у многим европским земљама, мада постоје национални изузеци и примјена је промјенљива и често не постоји.
Вукови су у Европи прогоњени вијековима, а у Великој Британији су истребљени до 1684, у Ирској 1770, у средњој Европи 1899, у Француској 1930-их и у већем дијелу Скандинавије до почетка 1970-их. Они су опстали у дијеловима Финске, јужне и источне Европе. Од 1980, европски вукови су обновили популацију и проширили се на дијелове свог бившег ареала. Пад традиционалне пасторалне и руралне привреде је вјероватно утицао на окончање потребе за истребљењем вукова у дијеловима Европе. Од 2016. процјене бројности популације вукова су сљедеће: 4.000 на Балканском полуострву, 3.460—3.849 на Карпатским планинама, 1.700—2.240 у балтичким државама, 1.100—2.400 на Апенинском полуострву и око 2.500 на сјеверозападу Пиринејског полуострва до 2007. године.
У бившем Совјетском Савезу, вучја популација је задржала велики дио свог историјског ареала упркос великим кампањама истребљења у совјетском периоду. Њихов број се креће од 1.500 у Грузији, до 20.000 у Казахстану и до 45.000 у Русији. Вук се у Русији сматра штеточином због напада на стоку, а управљање вуковима значи контролисање њиховог броја убијањем током цијеле године. Руска историја током прошлог вијека показала је да смањени лов доводи до обиља вукова. Руска влада је наставила да плаћа богате награде за вукове, а чини се да годишњи одстрел од 20—30% и не утиче много на њихову бројност.
Током 19. вијека, вукови су били распрострањени у многим дијеловима Свете земље источно и западно од ријеке Јордан, али се популација знатно смањила између 1964. и 1980, углавном због прогона пољопривредника. На Средњем истоку, само Израел и Оман пружају вуковима изричиту правну заштиту. Израел је заштитио вукове 1954. и одржао је умјерену величину популације од 150 јединки, иако ефикасно спроводи политику заштите. Ови вукови су се преселили у сусједне земље. Отприлике 300—600 вукова настањује Арабијско полуострво. Вукови су широко распрострањени у Ирану. Процјењује се да у Турској има око 7.000 вукова. Изван Турске, популација вукова на Блиском истоку износи 1.000—2.000 јединки.
У јужној Азији, сјеверни дијелови Авганистана и Пакистана су важна упоришта вукова. Вук је заштићен у Индији од 1972. године. Хиндуси су традиционално сматрали лов на вукове, чак и на оне опасне, табуом због страха да због тога не би дошло до лоше жетве. Сантали су их сматрали разумном метом за напад, као и све друге животиње у шуми. Током британске владавине у Индији, вукови се нису сврставали у дивљач, али убијали су их прије свега као одговор на њихове нападе на дивљач, стоку и људе. Индијски вук је распоређен по државама Гуџарат, Раџастан, Харајана, Утар Прадеш, Мадја Прадеш, Махараштра, Карнатака и Андра Прадеш. Од 2019, процјењује се да у земљи живи око 2.000—3.000 индијских вукова. У источној Азији, монголска популација износи 10.000—20.000. У Кини, Хејлунгђанг има око 650, Синкјанг око 10.000 и Тибет око 2.000. Докази из 2017. говоре да се вучја популација протеже широм континенталне Кине. Вукови су прогањани у Кини кроз историју, али су правно заштићени од 1998. године. Посљедњи јапански вук је ухваћен и убијен 1905. године.

### Сјеверна Америка
У Канади 50.000—60.000 вукова живи на 80% њиховог историјског ареала, што Канаду чини важним упориштем врсте. Према канадском закону, припадници Првих народа могу ловити вукове без ограничења, али други грађани морају да набаве дозволе за лов и постављање замки. У Канади се сваке године може одстријелити чак 4.000 вукова. Вук је заштићена врста у националним парковима према Канадском закону о националним парковима. У Аљасци, на 85% површине државе пронађено је 7.000—11.000 вукова. Вукови могу бити ловљени или хватани замкама уз дозволу; годишње се одстријели око 1.200 вукова.
У континенталном дијелу Сједињених Америчких Држава, изузев Аљаске, опадање броја вукова проузроковано је експанзијом пољопривреде, опадањем броја врсте која је главни вуков плијен (као што је амерички бизон) и кампањама одстрјела. Вукови су стављени под заштиту Законом о угроженим врстама из 1973. и од тада су се вратили у дијелове свог некадашњег ареала захваљујући природним реколонизацијама и поновним довођењем. Популација вукова у државама Великих језера — Минесота, Висконсин и Мичиген — износила је преко 4.000 2018. године. Вукови такође заузимају већи дио сјеверне регије Стјеновитих планина, са најмање 1.704 вукова у Монтани, Ајдаху и Вајомингу 2015. године. Такође су успоставили популацију у Вашингтону и Орегону. У Мексику и дијелу југозападних америчких држава, мексичка и америчка влада сарађивале су од 1977. до 1980. у хватању свих мексичких вукова који су остали у дивљини како би се спријечило њихово изумирање и успоставио програм узгоја у заточеништву за поново увођење. Од 2018. године, у Мексику су живјело 230 мексичких вукова, у Аризони 64, у Новом Мексику 67, а 240 у програмима одгоја у заточеништву у обје земље.

## Повезаност с људима

### У култури

#### У митологији и фолклору
Вук је уобичајен мотив у митологијама и космологијама народа широм његовог историјског животног простора. Антички Грци вукове су повезивали са Аполоном, богом свјетлости и истине. Римљани су повезивали вукове са Марсом, богом рата и пољопривреде, и вјеровали су да је њихове осниваче Ромула и Рема дојила вучица.
Вук као митолошко биће је увелико повезан са Балканом и српском митологијом и култовима. Важан је дио српске митологије. У словенској и српској старој вјери, вук је кориштен као тотем. У српској епској поезији, вук је симбол неустрашивости. У нордијској митологији се помиње преплашени џиновски вук Фенрир, најстарије дијете Локија и Ангрбоде, и Гери и Фреки, Одинови вијерни љубимци.
У миту о стварању Пауни народа, вук је био прва животиња која је дошла на Земљу. Када су га људи убили, кажњени су смрћу, уништењем и губитком бесмртности. За Пауне, Сиријус је био „Вучја звијезда”, а његово нестајање и поновно појављивање значиле су да се вук улазио у напуштао свијет духова. И Пауни и Блекфути су Млијечни пут звали „Вучји траг”. У кинеској астрономији, вук је представљао Сиријус као „плава звијер”, а сама звијезда се звала „небески вук”.
Концепт према којем се људи претварају у вукове присутан је у многим културама. Према једном грчком миту Ликаона је Зевс претворио у вука као казну за његова зла дјела. Легенда о вукодлаку је распрострањена у европском фолклору и укључује људе који се вољно претварају у вукове како би напали или убили људе. Народ Навахо је традиционално вјеровао да ће се вјештице претворити у вукове ако навуку вучје крзно и да ће убијати људе и скрнавити гробља. Денаина народ вјерује да су вукови некада били људи и гледају их као своју браћу.

#### У баснама и књижевности
Езоп приказује вука у неколико својих басни, играјући на бригу старогрчког аграрног друштва. Његова најпознатија бајка је Дјечак који је викао вук, која је говори о онима који свјесно подижу лажне узбуне. Неке његове басне се концентришу на одржавање повјерења између пастира и пса чувара у њиховом опрезу на вукове, као и на бриге због блиске везе између пса и вука. Иако Езоп вука користи да опомене, критику и морализује о људском понашању, његови прикази додатно су утицали на слици вука као злобне и опасне животиње. У Светом писму се вук помиње тринаест пута, углавном као метафора за деструкцију и похлепу. У Новом завјету, Исус је користио вука као илустрацију за опасности с којима би се његови сљедбеници, које је он представља као овце, суочили ако га слиједе. Вук Изегрим, лик који се први пут јавља у латинској поеми из 12. вијека, главни је лик Рејнардовог циклуса, који се залаже за ниже племство, док његов противник, лисац Рејнард, представља сељачког јунака. Иако је приказан као лојалан, поштен и моралан, Изегрим је вјечна жртва Рејнардове духовитости и окрутности и често умире на крају сваке приче.
Сматра се да је прича Црвенкапа, коју је први записао Шарл Перо 1697. године, имала више утицаја него било који други књижевни извор у ковању вукове негативне репутације у западном свијету. Вук је у овој причи представљен као сексуални предатор способан да опонаша људски говор. Слични ликови вука јављају се у Три прасета и Вук и седам јарића. Лов на вукове и вучји напади на људе и стоку посебно се истичу у руској књижевности, укључујући дјела Лава Толстоја, Антона Чехова, Николаја Некрасова, Ивана Буњина и Леонида Сабањева. И Толстојев Рат и мир и Чехови Сељаци имају сцене у којима се лове вукови помоћу паса гонича и руског хрта. Вукови су међу централним ликовима Киплингове Књиге о џунгли. Његове портрете вукова су похвалили биолози: умјесто да их приказује као злобне и бахате, што је било уобичајено у вријеме објављивања књиге, приказује како живе у пријатељским породичним групама и ослањају се на искуство немоћних, али и искуство старијих чланова чопора. Вучји мото, „снага вука је чопор, а снага чопора је вук”, потврђена је теренским студијама која показује да стопа успјеха у лову и одбијању уљеза зависи од величине чопора и броја одраслих мужјака или старијих вукова. Претежна фикција Фарлија Моуета Никад не вичи „вук” сматра се најпопуларнијом књигом о вуковима, адаптирана је у неколико холивудских филмова и у неколико школа се нашла као лектира. Иако је заслужан јер је промијенио популарну перцепцију о вуковима, приказујући као њежне, кооперативне и племените, критикован је због идеализације вукова и фактичних нетачности.

### Сукоби
Присуство људи изгледа стресно утиче на вукове, што се види и по повећаном нивоу кортизола када се моторне санке налазе у близини њихове територије.

#### Напади на стоку
Напади на стоку је један од главних разлога лова на вукове и може представљати озбиљан проблем у очувању вукова. Уз то што узрокује економске губитке, пријетња од вучјег предаторства изазива велики стрес за сточаре, а није пронађено ниједно рјешење за спрјечавање таквих напада, осим одстрјела вукова. Неке државе помажу у надокнађивању економских губитака кроз програме компензације или државног осигурања. Домаће животиње су веома лак плијен за вукове, јер су узгајане под сталном људском заштитом, па се стога не могу добро бранити. Вукови обично прибјегавају нападима на стоку, када је исцрпљен плијен у дивљини. У Евроазији, велики дио исхране популације вукова састоји се од стоке, док су такви инциденти ријеткост у Сјеверној Америци, гдје је здравља популација дивљег плијена углавном обновљена. Већина губитака настаје током љетњег периода испаша, при чему је стока без надзора у забаченим пашњацима најрањивије плијен вукова. Најчешће циљане врсте стоке су овце (Европа), ирваси (сјеверна Скандинавија), козе (Индија), коњи (Монголија), говеда и ћурке (Сјеверна Америка). Број убијених животиња у једном нападу варира у зависности од врсте: већина напада на говеда и коње резултира једном убијеном јединком, док може бити убијено вишак ћурки, овца и јелена. Вукови углавном нападају стоку током паше, мада повремено упадну и у ограђено подручје.

#### Сукоби с псима
Прегледом студија о конкурентском дејству паса на симпатричке месоједе није пронађено ниједно истраживање о конкуренцији паса и вукова. Конкурентност би била у корист вука, за којег је познато да убија псе; међутим, вукови обично живе у паровима или у мањим чопорима у подручјима гдје су изложени великом прогону од стране људи, што их чини мање конкурентним у односу на велике групе паса.
Вукови повремено убијају псе, а неке популације вукова ослањају се на псе као важне изворе хране. У Хрватској, вукови убијају више паса него оваца, а чини се да у Русији вукови ограничавају популацију паса луталица. Вукови могу показати необично смјело понашање када нападају псе у пратњи људи, понекад игноришући оближње људе. Напади вукова на псе могу се десити како у двориштима, тако и у шумама. Напади вукова на ловачке псе сматрају се великим проблемом у Скандинавији и Винсконсину. Најчешће убијене пасмине ловачких паса у Скандинавији су харијери, старије животиње су најугроженије, вјероватно зато што су мање плашљиве од млађих животиња, а на присуство вукова реагују другачије. Већи ловачки пси попут јемтхунда чешће преживе напад вука, због своје боље одбрамбене способности.
Иако је број паса које вукови сваке године убију релативно низак, изазива страх од могућности претварања села и дворишта у вучја ловишта. У многим културама, пси се сматрају члановима породице или барем члановима радног тима, а губитак једног може довести до снажних емоционалних реакција као што су захтијевање либералних прописа лова на вукове.
Пси који чувају овце помажу у ублажавању сукоба човјека и вука и често се предлажу као један од несмртоносних алата за заштиту од вукова. Пастирски пси нису нарочито агресивни, али могу пореметити потенцијалну грабежљивост вука, показујући оно што је за вука двосмислено понашање, попут лајања, друштвеног поздрава, позива на игру или агресије. Историјска употреба пастирских паса шуром Евроазије била је дјелотворна против грабежљивости вука, нарочито када се овце држе у присуству неколико паса чувара стоке. Вукови понекад убијају и пастирске псе.

#### Напади вукова на људе
Страх од вукова био је распрострањен у многим друштвима, мада људи нису природни плијен вукова. Како ће вукови реаговати на људе, у великој мјери зависи од њиховог раније искуства с људима: вукови којима немају било какво негативно искуство с људима, или који су условљени храном, могу да покажу мало страха од људи. Иако вукови могу агресивно реаговати када се изазивају, такви напади су углавном ограничени на брзе уједе по удовима.
Предаторским нападима може претходити дужи период навикавања, током којег вукови постепено губе страх од људи. Жртве гризу више пута по врату и лицу, а потом их одвлаче и конзумирају, осим ако их неко не отјера. Овакви напади се обично дешавају на одређеним подручјима и не престају све док предатори не буду елиминисани. Напада грабежљиваца се могу догодити у било које доба године, а врхунац је период јун—август, када људи чешће одлазе у шуме (због испаше стоке или борбе дивљих бобица и гљива). Случајеви напада вукова током зиме забиљежени су у Бјелорусији, руској Кировској и Иркутској области, Карелији и Украјини. Такође, вукови са младунцима доживљавају веће стресове због хране у овом периоду. Већина жртава напада грабежљивих вукова су дјеца млађа од 18 година, а у ријетким случајевима напада на одрасле, жртве су готово увијек жене.
Случајеви бијесних вукова су ријетки у поређењу с другим врстама, јер вукови нису примарни извор болести, али их могу заразити друге животиње, нпр. пси, шакали и лисице. Инциденти с бијесним вуковима су веома ријетки у Сјеверној Америци, али су бројни у источном Средоземљу, Блиском истоку и средњој Азији. Вукови очигледно развијају „дивљу” фазу бјеснила у веома високом степену. То, у комбинацији са њиховом величином и снагом, чини вукове с бјеснилом можда најопаснијим од свих бијесних животиња. Уједи бијесних вукова су 15 пута опаснији од уједа бијесних паса. Бијесни вукови обично дјелују сами, прелазе већу раздаљину и често уједају велики број људи и домаћих животиња. Већина напада бијесних вукова догађа се у прољетном и јесењем добу. За разлику од напада предатора, бијесни вукови не једу жртве, а напади се дешавају само у једном дану. Жртве бирају насумично, мада већина случајева укључује одрасле мушкарце. Од 1952. до 2002. било је осам смртних напада у Европи и Русији, а више од 200 у јужној Азији.

#### Људски лов на вукове
Теодор Рузвелт је изјавио да је вукове тешко ловити због њихове лукавости, оштрих чула, високе издржљивости и способности брзог онеспособљавања и убијања ловачких паса. Историјске методе су укључивале убијање прољећних легла у својим јазбинама, хајке са псима (обично комбинација хртова, бладхундова и фокс теријера), тровање стрихнином и постављање замки.
Популарна метода лова на вукове у Русији укључује заробљавање чопора на малом простору тако што га окружују мрежастим ступовима који носи људски мирис. Овај метод се у великој мјери ослања на вуков страх од људских мириса, мада може изгубити дјелотворност када се вукови навикну на мирис. Неки ловци могу намамити вукове опонашајући њихово оглашавање. У Казахстану и Монголији, вукови се традиционално лове с орловима и соколовима, иако ова пракса опада, јер искусни соколари постају малобројни. Одстрел вукова из авиона је веома ефикасан, због повећане видљивости и непосредне линије ватре. Неколико раса паса, барзој и тајган, посебно су узгајани за лов на вукове.

### Као љубимци и радне животиње
Вукови и хибриди вука и пса се понекад држе као егзотични љубимци. Иако су уско повезани са домаћим псима, вукови не показују исту послушност као пси у животу поред људи, уопштено мање реагујући на људске наредбе и вјероватније је да ће дјеловати агресивније. Вјероватније је да ће особу напасти вук или хибрид вука и пса који се држе као љубимци, него пас.

## Занимљивости
Павле Ровински је записао да је народ у Црној Гори у његово време имао изреку Стиди се, као вук у јаму. Разлог настанка изреке је био на основу запажања пастира да вук који упадна у замку-јаму са јагњетом или овцом, да их не напада. Чим схвати да не може да изађе губи вољу за ловом. Исто се дешавало ако би упао и у тор (прибој) из којега није могао да изађе.